# Тёон
Тёон (яп. 長音符 тё:омпу), также омбики (яп. 音引き), бобики (яп. 棒引き бо:бики), в Юникоде — Katakana-Hiragana Prolonged Sound Mark — знаки японской пунктуации, означающие удлинение предыдущего символа каны. Хираганой тёон обычно записывается повторением гласной предыдущего слога:  (яп. まあ ма:, междометие),　 (яп. くう ку:, пустота), или, в случае удлинения слога на «-о», добавлением う:  (яп. おう о:). Тёон для катаканы всегда представляет собой линию:  (яп. マー ма:),  (яп. クー ку:),  (яп. オー о:). Тёон занимает одну мору.

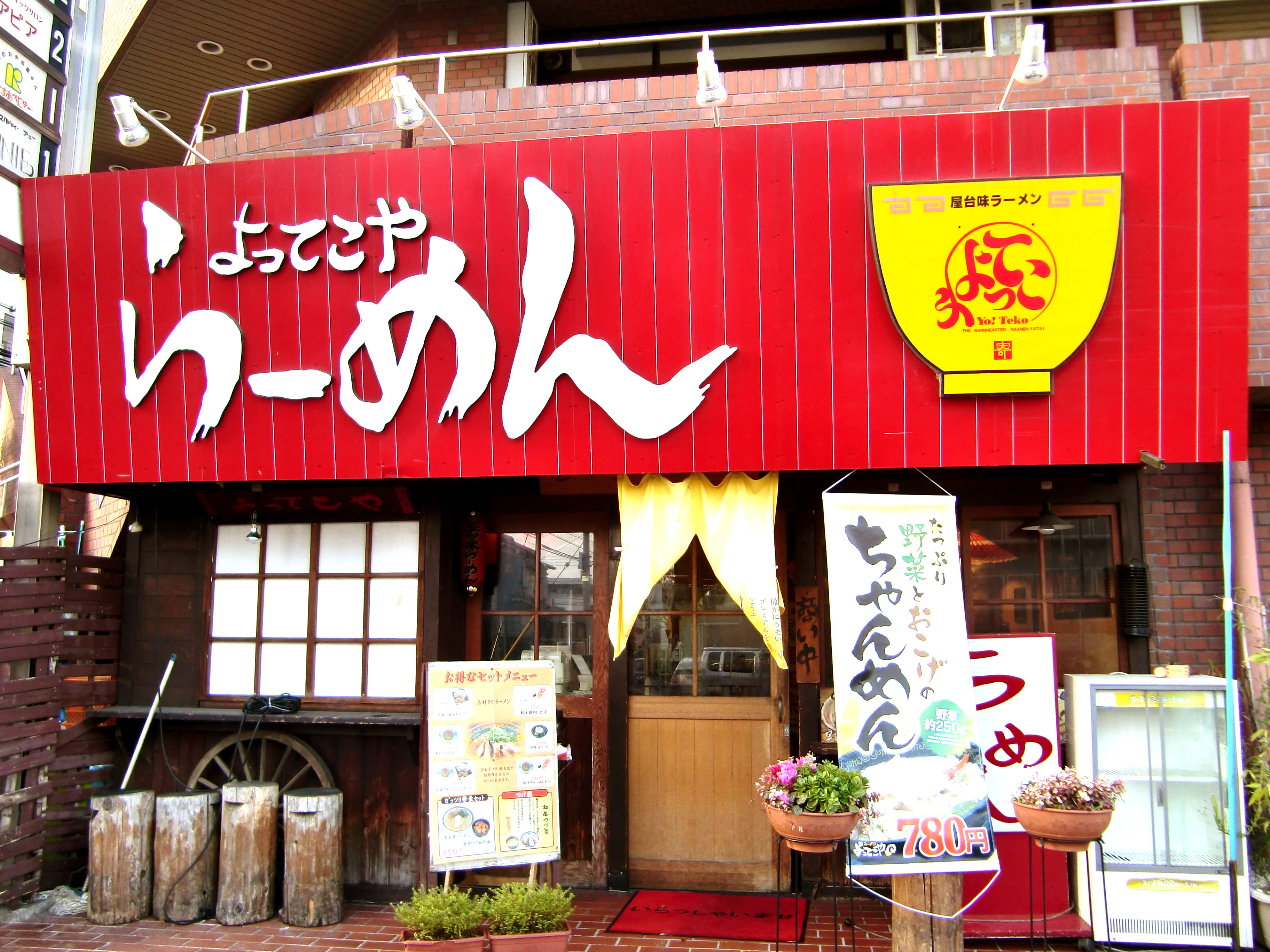
Тёон на вывеске рамэнъя «Ёттэкоя» в Ибараки

В вертикальной записи катаканой тёон пишется вертикально, также в середине строки. Длина тёона равна длине любого кандзи или знака каны. Не следует путать знак тёона с минусом, дефисом или иероглифом «1» (яп. 一), они различимы на письме.
Символ для катаканы иногда используется и при записи хираганой, например, на вывесках рамэнъя иногда пишут  (яп. らーめん) хираганой. Тем не менее, обычно хираганой долгота гласного обозначается иначе.
| Кириллица | Хирагана | Катакана |
| --------- | -------- | -------- |
| ха:       | はあ     | ハー     |
| хи:       | ひい     | ヒー     |
| фу:       | ふう     | フー     |
| хэ: (хэй) | へい     | ヘー     |
| хэ: (хээ) | へえ     | ヘー     |
| хо: (хоу) | ほう     | ホー     |
| хо: (хоо) | ほお     | ホー     |